# Campionati europei di atletica leggera indoor 1989 - Salto in alto femminile
La gara di salto in alto femminile si è tenuta il 18 febbraio.

## Risultati

### Classifica finale
| Pos.    | Atleta                 | Età | Nazione        | Misura | Note |
| ------- | ---------------------- | --- | -------------- | ------ | ---- |
| Oro     | Alina Astafei          | 19  | Romania        | 1,96 m |      |
| Argento | Hanne Haugland         | 21  | Norvegia       | 1,96 m |      |
| Bronzo  | Maryse Éwanjé-Épée     | 24  | Francia        | 1,91 m |      |
| 4       | Biljana Petrović       | 27  | Jugoslavia     | 1,88 m |      |
| 5       | Dimitrinka Borislavova | 23  | Bulgaria       | 1,84 m |      |
| 5       | Niki Bakoyianni        | 20  | Grecia         | 1,84 m |      |
| 7       | Sabine Bramhoff        | 24  | Germania Ovest | 1,84 m |      |
| 8       | Barbara Fiammengo      | 21  | Italia         | 1,84 m |      |
| 9       | Sabine De Wachter      | 24  | Belgio         | 1,80 m |      |
| 10      | Natalia Jonckheere     | 18  | Belgio         | 1,80 m |      |
| 10      | Monica Westén          | 22  | Svezia         | 1,80 m |      |
| 10      | Marita Pakarinen       | 21  | Finlandia      | 1,80 m |      |
| 13      | Niki Gavera            | 21  | Grecia         | 1,75 m |      |